# Îles Revillagigedo
Cet article concerne les îles mexicaines du Pacifique. Pour l'île du Sud-Est de l'Alaska, voir Île Revillagigedo.
Les îles Revillagigedo, en espagnol Islas Revillagigedo ou Archipiélago de Revillagigedo, sont des îles volcaniques du Mexique situé dans l'Est de l'océan Pacifique nord, au large de la  péninsule de Basse-Californie. Remarquables pour leurs écosystèmes, elles forment un parc national et sont inscrites au patrimoine mondial.
En 2017, le Mexique a créé la plus vaste (150 000 km2) réserve marine d'Amérique du Nord, considérée comme l'équivalent des Galapagos pour l'Amérique du Nord, via un classement en parc national par décret du 25 novembre 2017 (protégé de la pêche, de toutes les industries extractives et de toute nouvelle construction d'hôtels sur toute sa surface.

## Géographie

### Topographie
Les îles volcaniques sont rattachées à la municipalité de Manzanillo de l'État de Colima. Les rivages de l'État de Jalisco, les plus proches de l'archipel depuis la côte occidentale du Mexique, sont distants selon les îles de 548 km à 972 km, tandis que le Cabo San Lucas en Basse-Californie du Sud, n'est situé qu'à 458 km au nord de l'île Socorro.
L’archipel a une superficie totale de 169 km2 et se compose d'est en ouest de :
- l'île San Benedicto, 10 km2 (4,8 sur 2,4 km), hauteur 310 m à Bárcena ; distante de 50 kilomètres au nord de Socorro ;
- l'île Socorro, 132 km2 (16,5 sur 11,5 km), l'île principale avec en son centre le mont Evermann qui culmine à 1 130 m ;
- Roca Partida, 0,003 km2 ;
- l'île Clarion, 27 km2  (8,5 sur 3,5 km), 335 m au Monte Gallegos ; distante de 300 kilomètres à l'ouest de Socorro.

### Écosystème

#### Protection
Les îles Revillagigedo constituent une réserve de biosphère depuis 2008. Elles sont inscrites au patrimoine mondial depuis 2016 et érigées en parc national, le plus grand d'Amérique du Nord, depuis 2017.
Parmi les menaces pour la biodiversité figurent certaines espèces introduites comme le chat, qui décime une espèce autochtone et endémique de reptile (Urosaurus auriculatus)

## Histoire
Il n’y a pas de trace d’habitat humain avant leur découverte par le navigateur espagnol Hernando de Grijalva en décembre 1533. Il appelle alors les deux îles qu'il découvre Santo Tomás et Inocentes. En 1542, Ruy López de Villalobos redécouvre ensuite Inocentes, qu’il nomme alors Anublada, aujourd'hui appelée San Benedicto. En 1608, Martín Yáñez de Armida, redécouvre Santo Tomás qu’il nomme Socorro. Roca Partida et Santa Rosa (auj. Clarión) la plus à l’ouest sont découvertes par José Camacho en 1779. L'archipel est nommé ainsi en l’honneur de Juan Vicente de Güemes Padilla Horcasitas y Aguayo (1740-1799), second comte de Revilla Gigedo et 53e vice-roi de Nouvelle-Espagne de 1789 à 1794.
Elles ont été visitées plusieurs fois par de nombreux explorateurs :
- Domingo del Castillo en 1541 ;
- Miguel Pinto en 1772 ;
- Alexander von Humboldt en 1811 ;
- Benjamin Morrell en 1825 ;
- Sir Edward Belcher en 1839.

Le 25 juillet 1861, le président mexicain Benito Juárez signe un décret qui donne le contrôle de l’archipel à l’État du Colima. Une base navale est construite sur Socorro en 1957. En 2017 l'aire protégée est étendue, avec un décret qui la porte à (150 000 km2) ce qui en fait à cette date la plus grande réserve marine d'Amérique du Nord. Le Parc national est  protégé de la pêche, de toutes les industries extractives et de toute nouvelle construction d'hôtels.

## Galerie

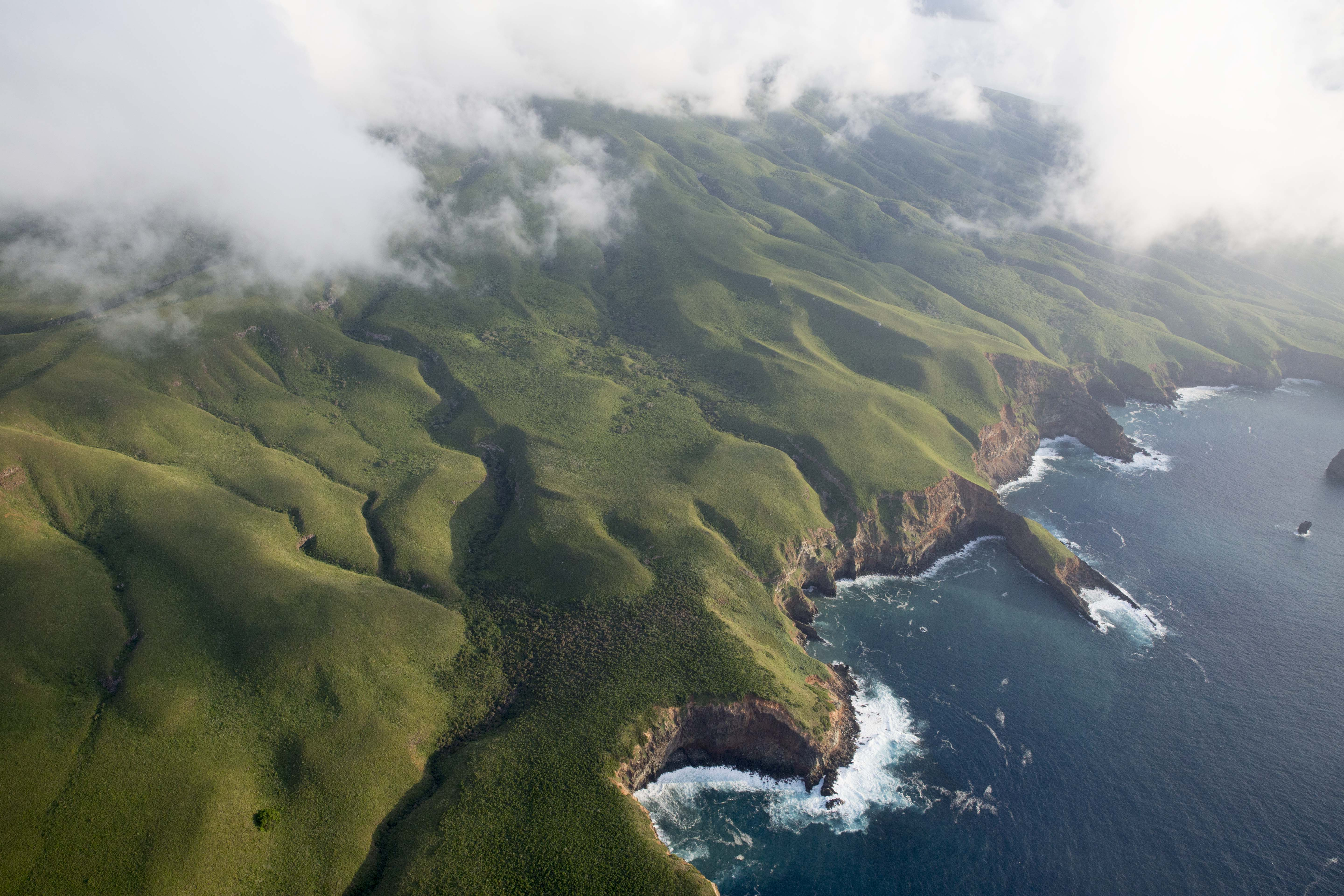
Vue aérienne du rivage verdoyant de l'île Socorro.
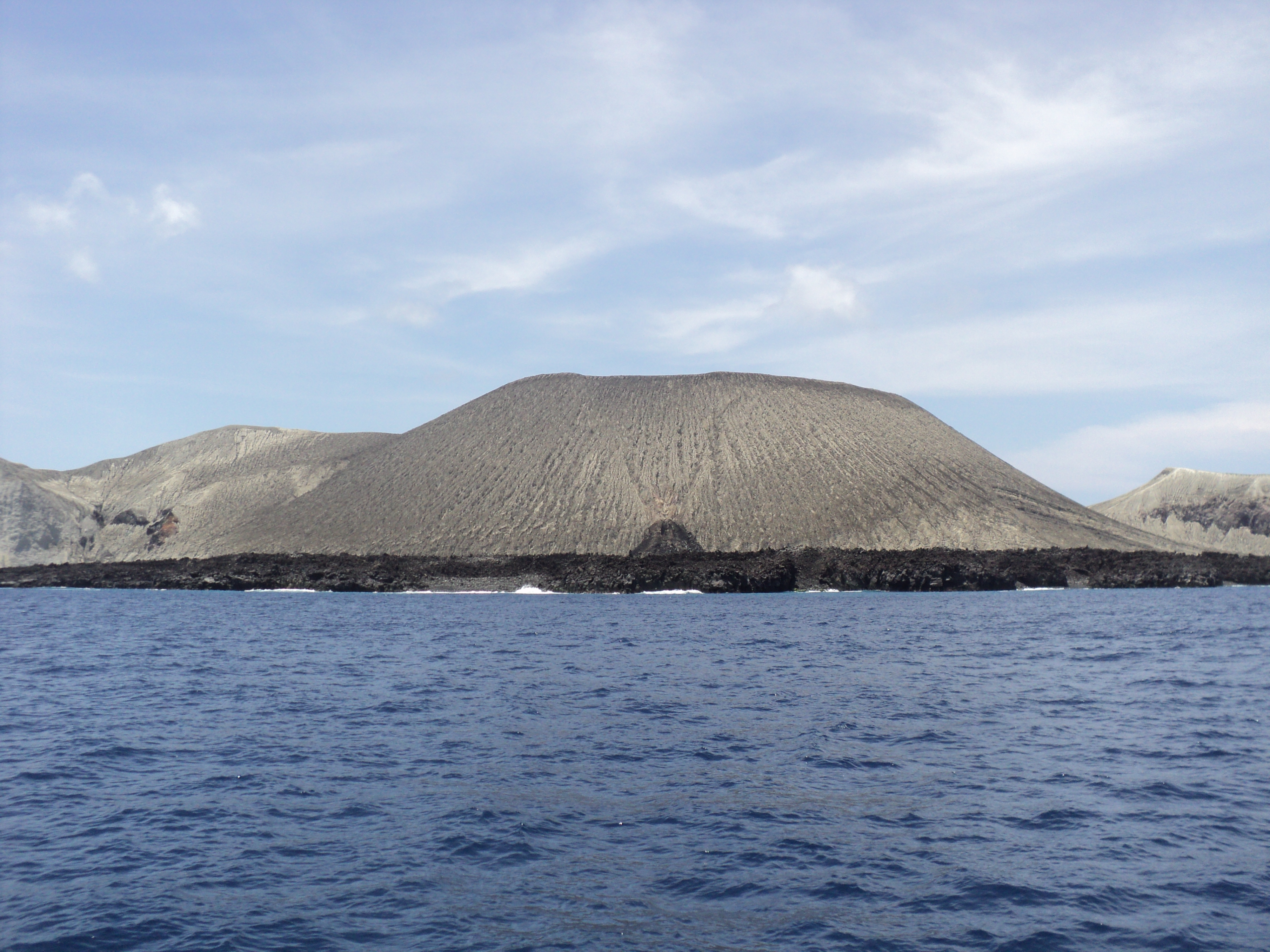
Cratère sur l'île San Benedicto.
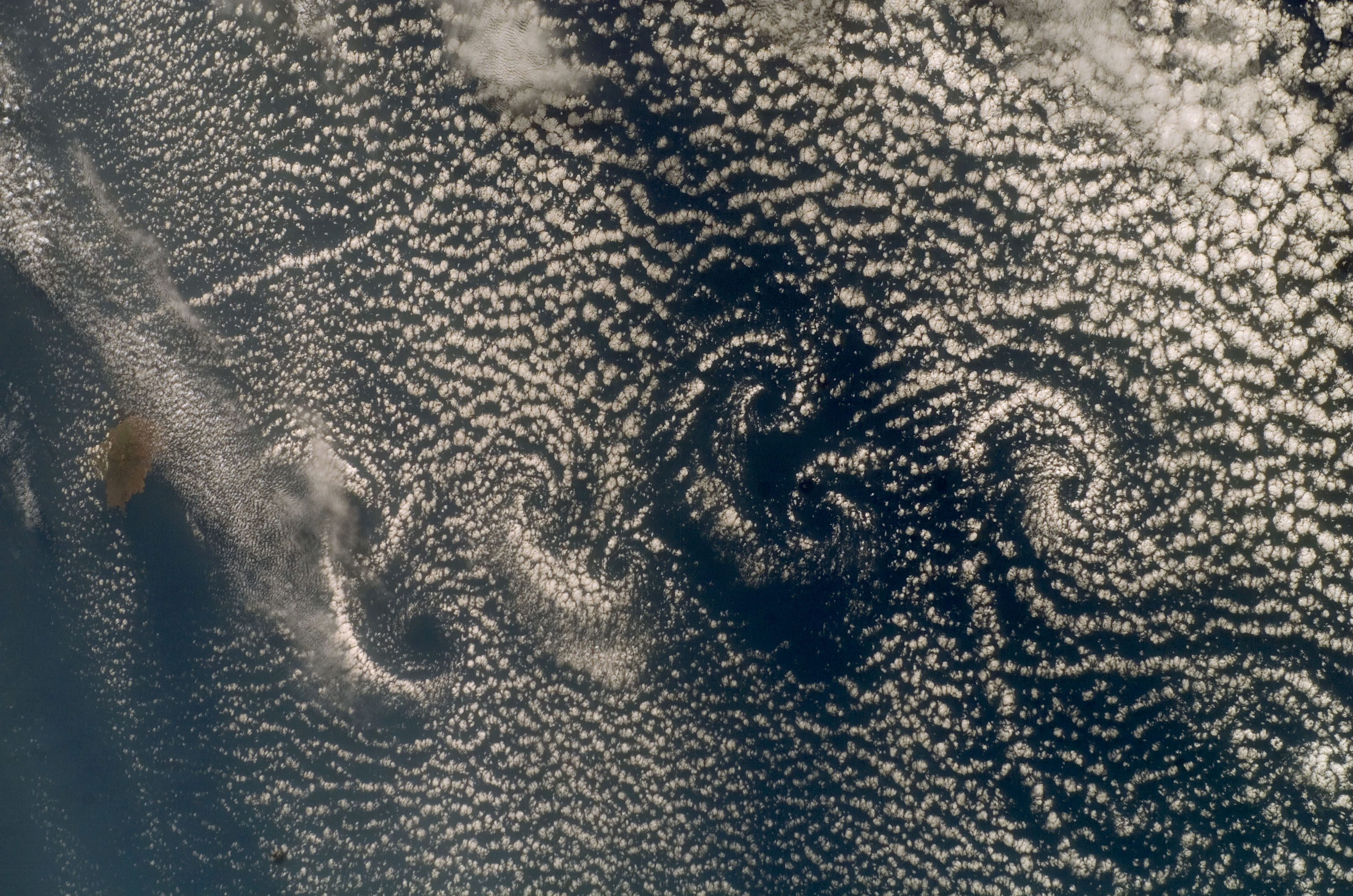
Allée de tourbillons de Karman formée par l'île Socorro.